# تپه قبرستان (خراسان شمالی)
تپه قبرستان مربوط به پیش از اسلام - دوران‌های تاریخی پس از اسلام است و در شهرستان مانه و سملقان، روستای مهمانک واقع شده و این اثر در تاریخ ۱۶ خرداد ۱۳۵۶ با شمارهٔ ثبت ۱۴۲۵ به‌عنوان یکی از آثار ملی ایران به ثبت رسیده است.